# Ruta 64 (Uruguay)
La ruta N.º 64 es una de las carreteras nacionales de Uruguay. 

## Características

### Trazado
Esta carretera presenta dos tramos, ambos se desarrollan completamente dentro del departamento de Canelones. El primero de ellos tiene como inicio la intersección con la ruta 46, en la zona conocida como Empalme Doglioti, al oeste del departamento de  de Canelones. Recorre un pequeño tramo de 5.6 kilómetros hasta la ciudad de Canelones, en dirección oeste-este.
El segundo tramo tiene su inicio en el empalme con la ruta 11, a 2.5 kilómetros al este de la ciudad de Canelones, y se extiende en dirección general suroeste-noreste, recorriendo unos 16 kilómetros hasta su empalme con la ruta 63, en la zona de Barra del Tala al norte del departamento de Canelones.

#### kilometraje
- Tramo oeste: se numera desde la ciudad de Canelones hacia el oeste hasta empalme con ruta 46. Desde el km 45.400 al km 51.000.
- Tramo este: se numera desde la ruta 11 hacia el este hasta empalme con ruta 63. Desde el kilómetro 0 al km 15.700.

### Categorización
Para todo su recorrido, la ruta nacional 64, tiene la categoría secundaria.

### Designación
Esta carretera lleva desde 1994, por ley 16676 el nombre de Gastón Rodolfo Rosa.